# Te Rā / Dagg Sound
Der Te Rā / Dagg Sound ist ein als Fjord zu bezeichnender Meeresarm auf der Südinsel von Neuseeland.

## Geographie
Der rund 13,3 km lange Te Rā / Dagg Sound befindet sich rund 65 km westlich von Te Anau an dem südwestlichen Teil der Westküste der Südinsel. Der Sound, der sich nach rund 8,5 km in die beiden Meeresarme Anchorage Arm und einem nicht näher bezeichneten schmaleren aber längeren Arm ab dem Schooner Point aufteilt, besitzt eine Küstenlänge von rund 45 km und mist an seiner breitesten Stelle rund 1,95 km. Der Eingang zum Sound ist rund 2,3 km breit. Der Te Rā / Dagg Sound nimmt eine Fläche von 14,7 km² ein und misst an seiner tiefsten Stelle 174 m. Sein Wassereinzugsgebiet umfasst eine Fläche von 111 km².
Die den Sound umgebenden Berge erheben sich bis auf über 1100 m Höhe.
Über den rund 1 km breiten Narrow Neck besteht eine ebene Verbindung über Land zu dem Crooked Arm des Doubtful Sound/Patea.

## Geologie
Der Te Rā / Dagg Sound ist im klassischen Sinne ein Fjord, der wie alle Fjorde im Südwesten der Südinsel auch, einerseits durch Gletscherbewegungen der letzten Kaltzeit entstanden ist und andererseits durch die Überflutung des Tals durch den ansteigenden Meeresspiegel gebildet wurde. Die Bezeichnung Sound kam durch die ersten europäischen Siedler und Seefahrer, die zahlreiche Täler in der Region Fiordland als Sounds bezeichneten, eine Benennung, die eigentlich nur für die von der Seeseite her geflutete Flusstäler verwendet wird, so wie die Sounds in den Marlborough Sounds im Norden der Südinsel. Die Seefahrer, zumeist englischer oder walisischer Herkunft, kannten von ihrer Heimat her keine Fjorde und so verwendeten sie für die Meeresarme die ihnen bekannten Bezeichnungen, die später auch nicht mehr korrigiert wurden.